# Otro día más sin verte
Otro día más sin verte, también llamado Sentir en España, es el nombre del segundo álbum de estudio y primero realizado en español grabado por el cantautor cubano-estadounidense Jon Secada. Fue lanzado al mercado por la compañía discográfica EMI Latin el 6 de octubre de 1992 para coincidir con su álbum debut homónimo, que fue lanzado en mayo de 1992. a idea de lanzar un álbum en español fue lanzada por el mentor musical de Secada Emilio Estefan, después de darse cuenta de que SBK Records todavía había lanzado un álbum de este tipo. Estefan presentó la propuesta de Secada para una grabación en español al jefe de Capitol EMI Records Charles Koppelman y luego al presidente de EMI Latin Jose Behar. Koppelman ceptó la propuesta después de ver "potencial de mercado" para Secada. Con la ayuda de la esposa de Emilio, Gloria Estefan, Secada tradujo composiciones seleccionadas de su álbum debut en inglés para Otro día más sin verte.

## Lista de canciones
| N.º | Título                   | Duración |  |
| 1.  | «Otro día más sin verte» | 5:25     |  |
| 2.  | «Como en un sueño»       | 4:46     |  |
| 3.  | «Tu mejor amigo»         | 3:26     |  |
| 4.  | «Cree en nuestro amor»   | 3:58     |  |
| 5.  | «Tu amor es mi libertad» | 4:02     |  |
| 6.  | «Ángel»                  | 4:35     |  |
| 7.  | «Enséñame»               | 5:06     |  |
| 8.  | «Tiempo al tiempo»       | 4:24     |  |
| 9.  | «Sentir»                 | 4:01     |  |
| 10. | «Perdóname Conciencia»   | 3:21     |  |

### Obras citadas
- Candelaria, Cordelia (2004). Encyclopedia of Latino Popular Culture, Volume 1 (en inglés). Greenwood Publishing Group. ISBN 031333210X.
- Novas, Himilce (2007). Everything You Need to Know About Latino History (en inglés). Penguin Books. ISBN 1101213531.
- Secada, Jon (2014). A New Day: A Memoir (en inglés). Penguin Books. ISBN 0698154487.
- Ramírez, Carlos Bolívar (2001). La balada: mensaje universal. Lito Cóndor. ISBN 9583326844.
- Morales, Humberto López (2009). El español en el mundo: Anuario del Instituto Cervantes. Instituto Cervantes. ISBN 840137846X.

- Datos: Q7109046